# Blank Space
Blank Space è un brano musicale della cantautrice americana Taylor Swift, pubblicato il 10 novembre 2014 come secondo singolo estratto dal suo quinto album in studio, 1989. Il brano è scritto da Taylor Swift, Max Martin e Shellback e prodotto dagli ultimi due. Blank Space ha raggiunto la numero uno nella Billboard Hot 100 sostituendo il precedente successo Shake It Off che dominava la vetta da 4 settimane. A dicembre 2015 il singolo ha venduto 6,5 milioni di copie a livello mondiale.
Il singolo ha ricevuto tre nomination ai Grammy Awards 2016 per Record of the Year, Song of the Year e Best Pop Solo Performance.

## Descrizione
Il brano è composto con un ritmo andante di 96 battiti per minuto ed ha una durata di tre minuti e cinquantuno secondi.
Scritto da Taylor Swift, Max Martin e Shellback e prodotto da Martin e Shellback, dal punto di vista musicale, Blank Space è un brano elettropop influenzato dal pop minimalista.

## Video musicale

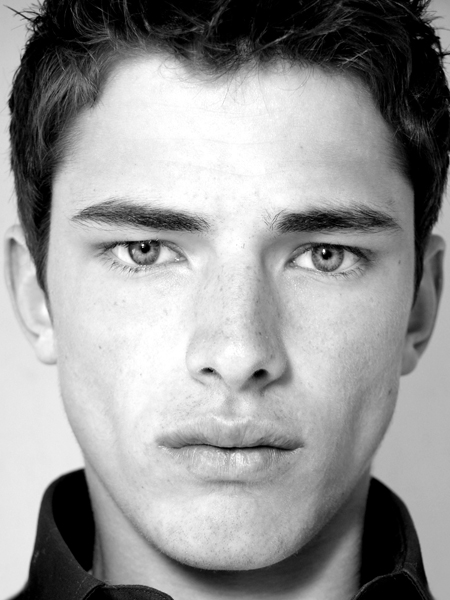
Sean O'Pry interpreta l'interesse amoroso della Swift nel videoclip.

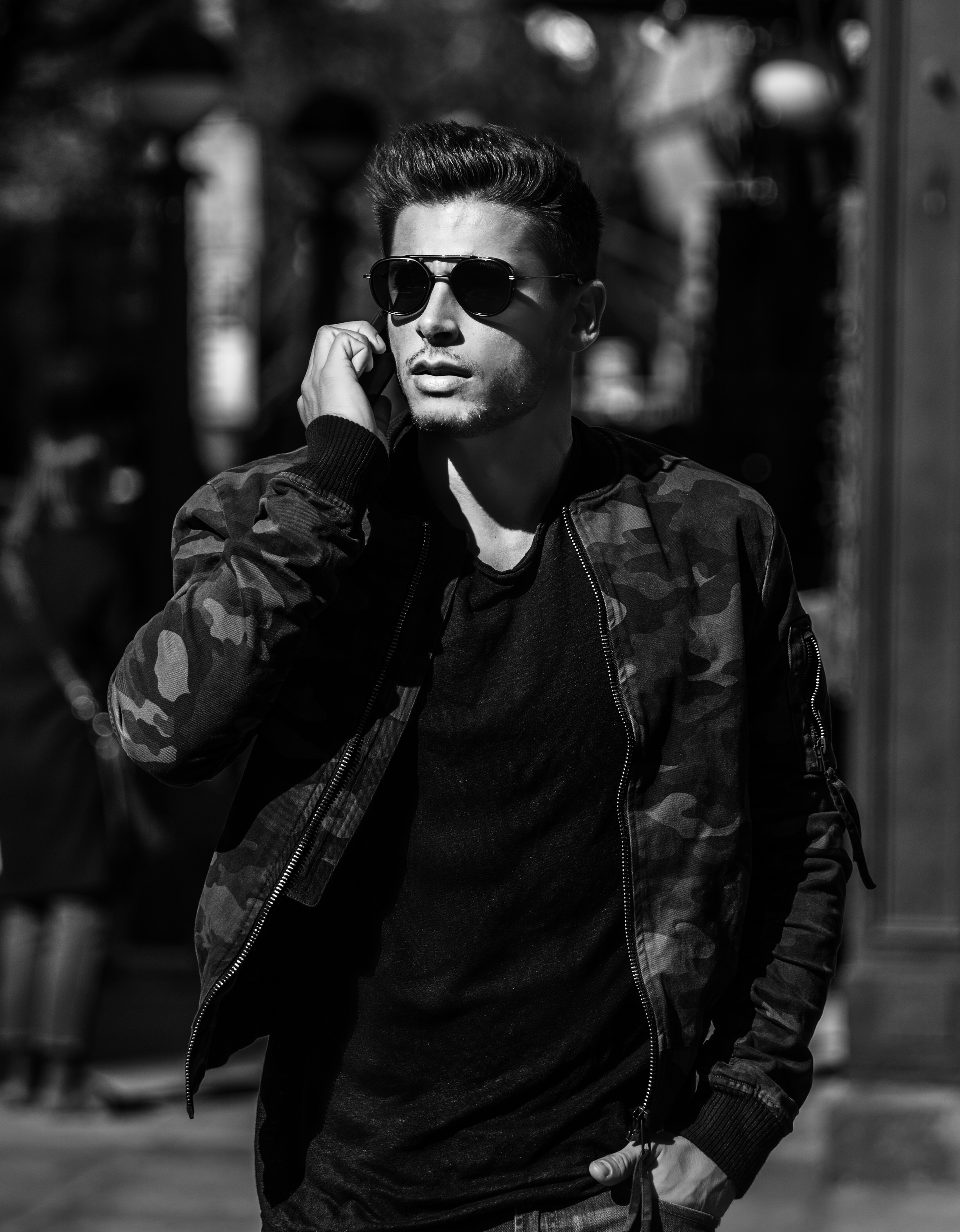
Andrea Denver interpreta il secondo interesse amoroso della Swift nel videoclip.

Il video musicale di Blank Space, diretto da Joseph Kahn, è stato pubblicato il 10 novembre 2014 sui canali ufficiali VEVO della cantante. Le riprese sono avvenute in poco più di 3 giorni a settembre in due diversi paesaggi di Long Island, uno dei quali l'Oheka Castle. Il video riecheggia le prime opere di Steven Spielberg e in parte prende spunto dal film Arancia meccanica. Il video, a detta della cantante, vuole mettere in luce l'immagine di donna crudele e cattiva alla quale Taylor Swift è stata spesso accostata da media americani con particolare riferimento alle storie d'amore avute dalla cantante. Nel video si può vedere la cantante cambiare abito per ben 21 volte.
Nel video si mostrano le avventure di una facoltosa coppia di amanti, interpretati dalla stessa Swift e dal modello Sean O'Pry, che gozzovigliano isolati dal mondo circostante nel lusso più sfrenato nella loro dimora idilliaca. Mentre prende il sole, Taylor Swift immagina che il ragazzo la tradisca messaggiando con altre ragazze. Quindi taglia i vestiti al ragazzo, distrugge il ritratto a lui dedicato e gli butta il telefono in acqua. In una scena, Taylor stringe una mela e quando la spezza il fidanzato sputa i pezzi della stessa mela. Infine, ossessionata e furiosa, arriva a distruggere l'automobile del ragazzo, mettendolo in fuga. Alla fine del video si vede arrivare un nuovo ragazzo a casa di Taylor, probabilmente il suo nuovo innamorato, interpretato dal modello Andrea Denver.
Nel luglio 2015, Blank Space ha ricevuto due nomination agli MTV VMAs nelle categorie miglior video femminile e miglior video pop, e, la sera del 30 agosto 2015, Taylor Swift si è aggiudicata la statuetta in entrambe le categorie.
Il 7 luglio 2015 la canzone raggiunge un miliardo di visualizzazioni su YouTube diventando la seconda artista femminile a raggiungere questo traguardo e la prima in così breve tempo, ovvero 7 mesi, successivamente diventa il video più visto di sempre di una donna sulla piattaforma VEVO.

## Successo commerciale
Nella sua prima settimana il brano ha debuttato al primo posto della Billboard Hot Digital Songs e al diciottesimo posto della Billboard Hot 100, con 155 000 copie vendute. Nella seconda settimana, con un incremento di vendite del 5% e 164 000 copie vendute, arriva alla posizione 13 della Billboard Hot 100. Nella sua terza settimana, Blank Space, con un incremento del 100% e 328 000 copie vendute, raggiunge la prima posizione della Hot 100. Detronizzando la sua stessa Shake It Off, Swift diventa la prima artista nella storia della classifica a succedere se stessa al primo posto. La canzone rimane in vetta alla Billboard Hot 100 per sette settimane, diventando così il brano di Taylor Swift con più settimane in vetta alla classifica americana, fino al 2023 quando viene superato da Anti-Hero che resterà in cima alla classifica per otto settimane.

## Accoglienza
Blank Space ha ricevuto acclamazioni dai critici musicali, che hanno elogiato la qualità del brano e il tono autoironico di Swift. PopMatters ha definito il brano "presumibilmente il migliore della carriera di Swift e semplicemente un candidato al titolo di miglior canzone pop del 2014" e ha anche aggiunto che "fotografa l'essenza di 1989 in tutta la sua baluginante, solipstica gloria". The New York Times ha dichiarato che il brano è una geniale metanarrativa affermando che "questa è Ms. Swift al suo culmine. È divertente e furba, ed è quanto basta ad affermare insieme il suo potere e il suo primato".

## Classifiche

### Classifiche settimanali
| Classifica (2015-23) | Posizione massima |
| -------------------- | ----------------- |
| Australia            | 1                 |
| Austria              | 6                 |
| Belgio (Fiandre)     | 13                |
| Belgio (Vallonia)    | 26                |
| Canada               | 1                 |
| Emirati Arabi Uniti  | 7                 |
| Filippine            | 25                |
| Francia              | 27                |
| Germania             | 9                 |
| Giappone             | 45                |
| Irlanda              | 4                 |
| Italia               | 27                |
| Lussemburgo          | 4                 |
| Malaysia             | 4                 |
| Medio Oriente        | 16                |
| Nuova Zelanda        | 2                 |
| Portogallo           | 18                |
| Regno Unito          | 4                 |
| Singapore            | 13                |
| Spagna               | 3                 |
| Stati Uniti          | 1                 |
| Sudafrica            | 1                 |
| Svizzera             | 12                |
| Vietnam              | 49                |

### Classifiche di fine anno
| Classifica (2023) | Posizione |
| ----------------- | --------- |
| Australia         | 59        |

### Classifiche di fine decennio
| Classifica (2010-19) | Posizione |
| -------------------- | --------- |
| Stati Uniti          | 65        |

## Crediti
- Taylor Swift – voce, autrice
- Max Martin – produttore, autore, tastiera, programmatore
- Shellback – produttore, autore, chitarra acustica, chitarra elettrica, basso, tastiera, percussionista, programmatore, urla, calpesti
- Michael Ilbert – registrazione
- Sam Holland – registrazione
- Cory Bice – assistente registrazione
- Șerban Ghenea – mixaggio
- John Hanes – ingegnere del mixaggio
- Tom Coyne – masterizzazione

## Blank Space (Taylor's Version)
In seguito alla controversia con la sua precedente casa discografica e la vendita dei master delle pubblicazioni precedenti al suo contratto con la Republic Records, Swift ha cominciato a ri-registrare tutta la sua discografia dal 2006 al 2019, includendo anche brani non inclusi in alcun album in studio. Ogni reincisione presenta la dicitura Taylor's Version nel titolo, per distinguerla dall'incisione originale e quindi dal master non di proprietà della cantautrice.
Il 27 ottobre 2023 Taylor Swift ha ripubblicato il brano sotto il nome Blank Space (Taylor's Version), incluso nell'album 1989 (Taylor's Version).